# Leros
Leros (Grieks: Λέρος; Italiaans: Lèro) is een eiland en gemeente (dimos) dat deel uitmaakt van de eilandengroep Dodekanesos en gelegen is in de Egeïsche Zee tussen Patmos en Kalymnos en behoort tot de Griekse bestuurlijke regio (periferia) Zuid-Egeïsche Eilanden.

## Algemeen
Leros is een eiland met groene heuvels en vruchtbare valleien en stranden.
Agia Marina is de hoofdstad, gelegen tegen een heuvel. Aan de andere zijde van de heuvel liggen de dorpen Pandeli en Platanos, welke zijn samengevoegd met de hoofdstad.
Drie kilometer ten zuiden van de hoofdstad ligt de haven van het eiland.
Deze haven staat bekend om een van de grootste en beste natuurlijke havens van de Middellandse Zee.

## Geschiedenis
De oudste sporen van menselijke bewoning op Leros dateren uit het Neolithicum. Leros werd in prehistorische tijden bewoond door Kariërs uit Klein-Azië en onderging ook kleinschalige Fenicische en Minoïsche kolonisatie. Leros nam deel aan de Trojaanse Oorlog en werd - na de verovering door de Doriërs rond het jaar 1000 voor Christus - definitief onderdeel van de Griekse wereld.
Vanwege de nabijheid van de belangrijke steden Efeze en Milete op het Klein-Aziatische vasteland, raakte Leros onder Ionische invloed. Deze invloed uitte zich onder meer in de stevige verankering van de Artemis-cultus op het eiland. De Lerische Artemis was een variant op de Artemis van Efese. Restanten van wat mogelijk het belangrijkste Artemisheiligdom is geweest zijn te vinden in het noorden van het eiland bij Partheni.
Ondanks het Dorische karakter van het eiland werd Leros lid van de Delisch-Attische zeebond en stond aldus Athene bij in de strijd tegen het Dorische Sparta ten tijde van de Pelopponesische Oorlog.
Na de klassieke tijd volgde Leros in de stroom der gebeurtenissen en kwam opeenvolgend onder Macedonisch, Romeins en Byzantijns bestuur. In 1309 werd Leros tegelijk met meerdere eilanden bezet door de Johanniterridders die op Rodos hun kruisvaardersstaat stichten. De Johanniters versterkten de burcht van Pandeli bij Platanos.
In 1522 werden de ridders verslagen door de Ottomaanse Turken onder Suleiman de Prachtlievende en kregen zij vrije aftocht naar het westen. Vanaf dat moment was Leros officieel onderdeel van het Ottomaanse rijk. Het eiland genoot echter een ruime mate van autonomie en kende geen vestiging van Turken. De relatieve vrijheid zorgde voor een zekere vorm van welvaart gebaseerd op overzeese handel en landbouw. Na het verdwijnen van de dreiging van piraterij in de vroege negentiende eeuw kwam de handelseconomie van Leros tot grote bloei. Reders en kapiteins lieten in alle dorpen herenhuizen bouwen ten teken van hun toegenomen welvaart.

### Italiaanse verovering
Aan de rijkdom van Leros kwam vrij abrupt een eind in 1911 na de verovering van het eiland en de overige Dodekanesische eilanden door de Italianen tijdens de Turks-Italiaanse Oorlog.
De Italianen gingen over tot een politiek van doelbewuste italianisering en faciliteerden de vestiging van vele Italiaanse gezinnen. Vooral echter werd het eiland belangrijk als marinebasis voor de Italiaanse vloot. De baai van Lakki, een van de grootste en diepste natuurlijke havens van de Middellandse Zee, gecombineerd met de strategische ligging op de route naar de Dardanellen, maakte het eiland bij uitstek geschikt voor deze nieuwe taak.
In de baai van Lakki bouwden de Italianen een nieuwe stad, Portolago, in zeer karakteristieke modernistische stijl. Er verrezen een bioscoop, een hotel, een markt en huizen voor marinepersoneel. Portolago heet tegenwoordig Lakki, de Italiaanse gebouwen worden sinds kort gerestaureerd. Ter illustratie van het belang dat de Italianen aan Leros hechtten, dient het feit dat Benito Mussolini een zomerresidentie op het eiland liet bouwen, die hij overigens nooit heeft bezocht.
Vanaf Leros vertrokken de Italiaanse schepen die de Griekse kruisers in de baai van Tinos tot zinken brachten, waarmee Griekenland in de Tweede Wereldoorlog betrokken raakte. Leros werd vervolgens bezet door de Duitsers en de Engelsen en kwam in 1948, tezamen met de overige eilanden van de Dodekanesos, aan Griekenland.
In de naoorlogse jaren kreeg Leros een slechte reputatie door de vestiging van psychiatrische klinieken in de verlaten Italiaanse marinegebouwen en door de gevangenis voor politieke gevangenen ten tijde van de militaire dictatuur van het kolonelsregime (1967-1974).
Na 1989 zijn de schrijnende omstandigheden waaronder de psychiatrische patiënten verbleven verbeterd en worden er regelmatige controles uitgevoerd. In de jaren negentig ontwikkelde zich op Leros een meer op het toerisme gerichte economie, maar nog steeds vormen de psychiatrische instellingen direct en indirect de grootste werkgever op het eiland, die aan meer dan 1/3 van de bevolking emplooi biedt.

### Illegale immigratie
Recentelijk heeft Leros te kampen gekregen met de gevolgen van de sterk toegenomen illegale immigratie uit landen in het Midden-Oosten naar de Europese Unie. De Griekse archipel biedt vele mogelijkheden om ongezien aan land te komen. De Griekse kustwacht ontbreekt het aan de middelen om afdoende op te treden. Boten die worden onderschept, worden naar Leros geleid, alwaar de immigranten in voorlopige internering worden opgenomen. De procentueel enorme toename van het aantal immigranten heeft tot grote onrust geleid onder de bevolking van het eiland en de burgemeester van Leros heeft 'Athene' verzocht om een oplossing te verzinnen.

## Kustplaatsen
- Partheni
- Xirokambos
- Alinda

## Stranden
- Agia Marina
- Pandeli
- Alinda
- Xerokambos
- Merikia
- Laki
- Vromolithos